# Ruislip Gardens (métro de Londres)
Pour les articles homonymes, voir Ruislip (homonymie).
Ruislip Gardens est une station de la Central line du métro de Londres, en zone 5. Elle est située sur la West End Road à Ruislip dans le borough londonien de Hillingdon.

## Situation sur le réseau
Station de la Central line, Ruislip Gardens est établie entre les stations South Ruislip et West Ruislip, en zone 5.

## Histoire
La première gare, dénommée Ruislip Gardens, est mise en service le 9 juillet 1934. Elle devient une station de la Central line le 29 novembre 1948.

## Services aux voyageurs

### Accès et accueil
La station est située sur Western Road à Ruislip .

### Desserte
Certains services commencent et se terminent ici plutôt qu'à West Ruislip qui est la station suivante et le terminus ouest de la Central line.

### Intermodalité
La station est en correspondance avec les lignes de bus :
- E7 (Ealing Broadway - Ruislip station)
- 114 (Mill Hill Broadway - Ruislip) service 24/24 le weekend

## À proximité
- Ruislip